# مسابقة الأغنية الأوروبية 2024
مسابقة الأغنية الأوروبية 2024 هي النسخة 68 من مسابقة الأغنية الأوروبية وأقيمت المسابقة في السويد، بعد فوز البلاد في مسابقة 2023 بأغنية Tattoo للورين. نظمه اتحاد البث الأوروبي (EBU) والمذيع المضيف التلفزيون السويدي (SVT)، وأقيمت المسابقة في مالمو أرينا، وتتألف من نصف نهائي في 7 و 9 مايو، والنهائي في 11 مايو 2024. هذه هي المرة السابعة التي تستضيف فيها السويد المسابقة، بعد أن فعلت ذلك في آخر مرة في ستوكهولم في عام 2016، والمرة الثالثة التي تستضيف فيها مالمو المسابقة، بعد أن استضافت آخر مرة في عام 2013

## موقع
وفقًا لتقليد المسابقة، حصلت السويد على حق استضافة المسابقة بعد فوزها في النسخة السابقة. سيكون عام 2024 هو المرة السابعة التي تقام فيها مسابقة الأغنية الأوروبية في البلاد، بعد 1975، 1985، 1992، 2000، 2013 و2016.

### مرحلة تقديم العطاءات
مباشرة بعد فوز السويد في مسابقة عام 2023، كانت المدن الأولى التي أعربت عن اهتمامها باستضافة نسخة 2024 هي ستوكهولم وجوتنبرج ومالمو، أكبر ثلاث مدن في البلاد بالإضافة إلى تلك التي سبق لها أن استضافت المسابقة. إلى جانب ذلك، أعرب عدد من المدن الأخرى أيضًا عن نيتها في تقديم عطاءات في الأيام التي أعقبت فوز 2023، وهي أورنشولدسفيك ويونشوبينغ وأورنشولدسفيك وبارتيل وساندفيكن.
حدد التلفزيون السويدي موعدًا نهائيًا في 12 يونيو 2023 للمدن المهتمة للتقدم رسميًا. أعلنت ستوكهولم عرضها رسميًا في 7 يونيو، تبعتها غوتنبرغ بعد ثلاثة أيام، وفي 13 يونيو أعنلت مالمو وأورنشولدسفيك عن عرضيهما. في 8 يونيو، قررت بلدية ساندفيكن الانسحاب، وانسحبت يونشوبينغ لاحقًا أيضا بسبب لافتقارها إلى ساحة كبيرة بما فيه الكفاية.في 7 يوليو ، تم الإبلاغ عن إلغاء عطاءات جوتنبرج وأورنشولدسفيك. في وقت لاحق من ذلك اليوم ، أعلن اتحاد الإذاعات الأوروبية و تلفزيون السويد أن مالمو هي المدينة المضيفة.

## الدول المشاركة

دول المتأهلة للنهائي
دول شاركت ولم تتأهل للنهائي
دولة تأهلت الى النهائي لكن تم اقصائها لاحقا
دول شاركت سابقا ولكنها لن تشارك في هذه النسخة

في 5 ديسمبر 2023، أعلن اتحاد الإذاعة الأوروبي أن 37 دولة على الأقل ستشارك في مسابقة 2024. ومن المقرر أن تعود لوكسمبورغ إلى المسابقة بعد 31 عامًا من آخر مشاركة لها في 1993، في حين تم الإعلان مؤقتًا عن عدم مشاركة رومانيا، التي شاركت في مسابقة 2023، في عام 2024، تم تأكيد عدم مشاركة رومانيا بوم 20 يناير 2024.
| دولة            | المذيع             | فنان                   | أغنية                                               | لغة                    | مؤلف (مؤلفون) الأغاني |
| --------------- | ------------------ | ---------------------- | --------------------------------------------------- | ---------------------- | --- |
| ألبانيا         | RTSH               | بيسا                   | "Titan"                                             | الإنجليزية             | بيسا كوكيديما ، كليدي باهيتي ، روزانا راضي |
| أرمينيا         | AMPTV              | لادانيفا               | "Jako" (Ժակո)                                       | الأرمنية               | أودري لوكلير ،جاكلين باغداساريان ،لويس توماس |
| أستراليا        | SBS                | إلكتريك فيلدز          | "One Milkali (One Blood)"                           | الإنجليزية             | مايكل روس ، زكرياها فيلدينغ |
| النمسا          | ORF                | كالين                  | "We Will Rave"                                      | الإنجليزية             | جيمي ثورنفيلدت |
| أذربيجان        | İTV                | فهري و إلكين دوفلاتوف  | "Özünlə apar"                                       | الإنجليزية و الأذرية   | إدغار رافينوف ، فخري إسماعيلوف (فهري) ، حسن حيدر ، مدينة صالح ، تاميلا رزاييفا                                                                       |
| بلجيكا          | RTBF               | موستي                  | "Before the Party's Over"                           | الإنجليزية             | أريانا داماتو ، بينوا لوكلير، شارلوت كلارك،نينا سامبرمانز،بيير دومولين، توماس موستين (موستي)                                                         |
| كرواتيا         | HRT                | بايبي لازانيا          | "Rim Tim Tagi Dim"                                  | الإنجليزية             | ماركو بوريزيتش (بايبي لازانيا) |
| قبرص            | CyBC               | سيليا كابسيس           | "Liar"                                              | الإنجليزية             | ديميتريس كونتوبولوس، ألك تيل |
| جمهورية التشيك  | ČT                 | أيكو                   | "Pedestal"                                          | الانجليزية             | ألينا شيرمانوفا-كوستبيلوفاشت (أيكو)،ستيفن أنسل |
| الدنمارك        | DR                 | سابا                   | "Sand"                                              | الإنجليزية             | جوناس ثاندر ، ميلاني غابرييلا هايرابيتيان ، بيل كالينكا نيجارد جيبسين                                                                                |
| إستونيا         | EER                | 5مينوست و بولوب        | "Nendest) narkootikumidest ei tea me (küll) midagi" | الإستونية              | كارل "بوهجا كوريا" كيفاستيك ، كيم وينرستروم كريستجان ، "كوهفر" جاكوبسون ، ماركو فيسون ، ميكيل " بايفاكوير " تام ، بريت "لانسلوت" تومسون ، رامو تيدير |
| فنلندا          | Yle                | ويندوز95مان            | "!No Rules"                                         | الإنجليزية             | هنري بيسبانن ، جوسي روين ، تيمو كيستيري |
| فرنسا           | France Télévisions | سليمان                 | "Mon amour"                                         | الفرنسية               | مئير صلاح ،سليمان النبشي ، يعقوب صلاح |
| جورجيا          | GPB                | نوتسا بوزالادزي        | "Firefighter"                                       | الإنجليزية             | أدا سكيتكا ، داركو ديميتروف |
| ألمانيا         | NDR                | إسحاق                  | "Always on the Run"                                 | الإنجليزية             | غريغ تارو ، إسحاق جوديريان ، كيفن لير ، ليو جوبيتر ، ليو سالمينن                                                                                     |
| اليونان         | ERT                | مارينا ساتي            | "Zari" (Ζάρι)                                       | اليونانية ، الإنجليزية | جينو بوري ، جاي لويت ستولار ، جوردان ريتشارد بالمر ، كونستانتين بلامينوف بيشكوف ، مانوليس سوليداكيس ، مارينا ساتي ، نيك كودوناس ، أوجي ، فلوسبا      |
| آيسلندا         | RÚV                | هيرا بيورك             | "Scared of Heights"                                 | الإنجليزية             | أسديس ماريا فيارسدوتير، فراس القيسي ، جارو عمر ، مايكل بوريك                                                                                         |
| أيرلندا         | RTÉ                | بامبي ثاغ              | "Doomsday Blue"                                     | الانجليزية             | بامبي راي روبنسون،أوليفيا كاسي بروكينغ،سام ماتلوك،تايلر رايدر                                                                                        |
| إسرائيل         | IPBC               | إيدن غولان             | "Hurricane"                                         | الإنجليزية و العبرية   | آفي أوهايون ، كيرين بيليس ، ستاف بيجر |
| إيطاليا         | Rai                | أنجلينا مانغو          | "La noia"                                           | الإيطالية              | أنجلينا مانجو ، داريو فايني ، فرانشيسكا كاليارو (مادام)                                                                                              |
| لاتفيا          | LTV                | دونز                   | "Hollow"                                            | الإنجليزية             | آرثر شينجيري (دونز) ، كيت نورثروب ، ليام جيديس |
| ليتوانيا        | LRT                | سيلفستر بلت            | "Luktelk"                                           | الليتوانية             | جيسيكا سيفوكايتي (جيسيكا شي) ، إيلينا جورجايتيتي ، سيلفستراس بيلتي (سيلفستر بلت)                                                                     |
| لوكسمبورغ       | RTL                | تالي                   | "Fighter"                                           | الانجليزية والفرنسية   | آنا زيمر،داريو فاين،مانون روميتي،سيلفيو لشبون |
| مالطا           | PBS                | سارة بونيسي            | "Loop"                                              | الانجليزية             | كيفن لي،ليير جوتكسي آنجل،مايكل جو سيني،سارة بونيسي،سيباستيان بريتشارد-جيمس                                                                           |
| مولدوفا         | TRM                | ناتاليا باربو          | "In the Middle"                                     | الإنجليزية             | كريس ريتشاردز ، ناتاليا باربو |
| هولندا          | AVROTROS           | يوست كلاين             | "Europapa"                                          | الهولندية              | دونالد إليرستروم ، ديلان فان دايل ، يوست كلاين ، بول إلستاك ، تيون دي كرويف ، ثيمين ميليسانت ، تيم هارس                                              |
| النرويج         | NRK                | غيت                    | "Ulveham"                                           | النرويجية              | جونهيلد سوندلي،ماغنوس بورمارك،جون إيفين شارر،ماريت جنسن ليلبوين،روني غراف يانسن،سفينونج إكلو سوندلي                                                  |
| بولندا          | TVP                | لونا                   | "The Tower"                                         | الإنجليزية             | ألكساندرا كاتارزينا ويلجوماس (لونا)،ماكس كوك،بول ديكسون                                                                                              |
| البرتغال        | RTP                | يولاندا                | "Grito"                                             | البرتغالية             | ألبرتو هيرنانديز ، يولاندا كوستا |
| سان مارينو      | SMRTV              | ميجارا                 | "11:11"                                             | الإسبانية              | إسراء دانتي راموس سولوماندو ، روبرتو لا لويتا رويز ، سارة خيمينيز مورال                                                                              |
| صربيا           | RTS                | تيا دورا               | "Ramonda" (Рамонда)                                 | الصربية                | أندريجانو كادوفيتش ، لوكا يوفانوفيتش ، تيودورا بافلوفسكا (تيا دورا)                                                                                  |
| سلوفينيا        | RTVSLO             | رايفن                  | "Veronika"                                          | السلوفينية             | بويان كفيتيتشانين ، كلافيجا كوبينا ، سارة بريسكي سيرمان (رايفن)                                                                                      |
| إسبانيا         | RTVE               | نبولوسا                | "Zorra"                                             | الإسبانية              | ماريا باس،مارك داسوسا |
| السويد          | SVT                | ماركوس ومارتينوس       | "Unforgettable"                                     | الإنجليزية             | جيمي ثورنفيلدت ، جوي ديب ، لينيا ديب ، ماركوس جونارسن ، مارتينوس جونارسن                                                                             |
| سويسرا          | SRG SSR            | نيمو                   | "The Code"                                          | الإنجليزية             | بنيامين ألاسو ، لاس مدتسيان نيمان ، ليندا ديل ، نيمو ميتلر                                                                                           |
| أوكرانيا        | Suspilne           | الينا الينا و جيري هيل | "Teresa & Maria"                                    | الأوكرانية             | أليونا سافرانينكو،انطون تشيلبي،إيفان كليمينكو،يانا شيمايفا                                                                                           |
| المملكة المتحدة | BBC                | أولي ألكساندر          | "Dizzy"                                             | الإنجليزية             | أوليفر ألكسندر ثورنتون ، دانيال جاك ايسنر هارلي |

### قرعة نصف النهائي

المشاركين في نصف النهائي الأول
المتأهلين للنهائي ويمكنهم التصويت في نصف النهائي الأول
المشاركين في نصف النهائي الثاني
المتأهلين للنهائي ويمكنهم التصويت في نصف النهائي الثاني

تم إجراء قرعة تحديد الدور نصف النهائي للدول المشاركة في 30 يناير 2024 الساعة 19:00 بتوقيت وسط أوروبا ، في قاعة مدينة مالمو  تم تقسيم المتأهلين لنصف النهائي الواحد والثلاثين على خمسة أوعية، بناءً على أنماط التصويت التاريخية، بهدف تقليل فرصة التصويت الجماعي وزيادة التشويق في الدور نصف النهائي.
حددت القرعة أيضًا الدور نصف النهائي لكل من التصفيات التلقائية الستة - الدولة المضيفة السويد والدول " الخمسة الكبار " ( فرنسا ، ألمانيا ، إيطاليا ، إسبانيا والمملكة المتحدة ) - التي ستصوت فيها وتكون مطلوبة. للبث. استضاف الحفل بيرنيلا مانسون كولت فراح عبادي ، وتضمن تمرير شارة المدينة المضيفة من ستيف روثرام ، عمدة مترو منطقة مدينة ليفربول وممثل المدينة المضيفة السابقة ليفربول ، إلى كاترين ستيرنفيلدت جامه ، عمدة مدينة مالمو. البلدية .
بموافقة المجموعة المرجعية للمسابقة، تم تخصيص إسرائيل إلى نصف النهائي الثاني بناءً على طلب من هيئة الإذاعة الإسرائيلية كان ، حيث تزامن موعد التدريب على نصف النهائي الأول مع ذكرى الكارثة والبطولة.

## إنتاج
سيينتج التلفزيون السويدي مسابقة 2024. اعتبارًا من 14 يونيو 2023 سيكون إيبا أديلسون المنتج التنفيذي الرئيسي، وكريستل ثولس ويلرس المنتج التنفيذي المسؤول عن الاتصالات، وتوبياس أوبيرج المدير التنفيذي المسؤول عن الإنتاج، ويوهان برنهاجين المنتج التنفيذي. عمل ويلرس وأوبيرج وبرنهاجين سابقًا في مسابقات 2013 و2016، التي أقيمت في مالمو وستوكهولم على التوالي، بوظائف مختلفة.
ستساهم بلدية مالمو بمبلغ 30 مليون كرونة سويدية (حوالي 2.5 مليون يورو) في ميزانية المسابقة.

### الشعار والتصميم البصري
في 14 نوفمبر 2023، أعلن اتحاد البث الأوروبي أنه سيتم الاحتفاظ بشعار مسابقة 2023 "United by Music" لعام 2024 والنسخ المستقبلية. تم الكشف عن الموضوع الفني المصاحب لعام 2024، المسمى "أضواء اليوروفيجن"، في 14 ديسمبر. صممته وكالات Uncut and Bold Scandinavia ومقرها ستوكهولم، وهو يعتمد على تدرجات خطية بسيطة مستوحاة من الخطوط العمودية الموجودة على شفق قطبي ومعادلات الصوت ، وقد تم تصميمه مع مراعاة القدرة على التكيف عبر التنسيقات المختلفة.

### شكل المسرح
تم تصميم تصميم المسرح لمسابقة 2024 من قبل مصمم الإنتاج الألماني فلوريان فيدر ، الذي سبق له أن صمم مجموعات من المسابقات الست السابقة؛ أحدثها في عام 2021 . سيتم تنظيم محتوى الإضاءة والشاشة بواسطة المصمم السويدي فريدريك ستورمبي. ستحتوي المرحلة على مكعبات وأرضيات LED متحركة بالإضافة إلى تقنيات الإضاءة والفيديو والمسرح الأخرى، وكلها تدور حول مركز على شكل متقاطع، بهدف "خلق تجربة فريدة بزاوية 360 درجة" للمشاهدين.

### المقدمون
تم الإعلان عن الممثلة الكوميدية والمذيعة التلفزيونية السويدية بيترا ميدا والممثلة السويدية الأمريكية مالين أكرمان كمقدمي مسابقة 2024 في 5 فبراير 2024. وقد استضافت ميدي سابقًا نسختي 2013 و2016 (منفردًا ومع مونس زيلميرلوف ، على التوالي)، أيضًا باعتباره مضيف برنامج الذكرى السنوية الخاصة لعام 2015 أعظم الفعاليات في مسابقة الأغنية الأوروبية جنبًا إلى جنب مع غراهام نورتن .

## المشاركة الاسرائيلية
منذ اندلاع الحرب بين إسرائيل وحماس في 7 أكتوبر 2023، تزايدت الدعوات لاستبعاد إسرائيل من المنافسة على أساس الأزمة الإنسانية الناجمة عن العمليات العسكرية الإسرائيلية في قطاع غزة؛  يشمل ذلك احتجاجات وعرائض موجهة إلى هيئات البث الوطنية في عدد من البلدان المشاركة، لا سيما في فنلندا وأيسلندا والنرويج، تطالبها بالانسحاب أو الضغط على اتحاد الإذاعة الأوروبي لاستبعاد إسرائيل. واختارت هيئة الإذاعة الأيسلندية ( RÚV )  أن تقرر مشاركتها في 11 مارس 2024، في الاجتماع بين رؤساء وفود المذيعين المشاركين، لتؤكد في النهاية حضورها. ولم تشر أي محطة تلفزيونية أخرى إلى معارضتها العلنية للمشاركة الإسرائيلية؛ ومع ذلك، واستجابة للدعوات العامة في سلوفينيا، طلبت إذاعة (RTVSLO) في البلاد من اتحاد الإذاعة الأوروبي إجراء مناقشات مكثفة مع أعضائه حول هذه القضية ، ولم تتلق أي رد.
في أواخر فبراير 2024، ذكرت عدة تقارير إعلامية إسرائيلية أنه تم إدراج أغنيتين في القائمة المختصرة للنظر في المشاركة الإسرائيلية لمسابقة 2024، بعنوان "مطر أكتوبر" و"الرقص للأبد"، وأنه قد قدم كلاهما إلى اتحاد البث الأوروبي للتقييم ولكن رفضت لاحتوائها على كلمات سياسية. أكدت هيئة الإذاعة الإسرائيلية "كان" هذه التقارير في 3 مارس، بينما ذكرت أيضًا أنها طلبت من مؤلفي الأغنيتين إجراء التعديلات اللازمة حتى يكونوا مؤهلين. تمت الموافقة على الأغنية المختارة بعنوان "إعصار" من قبل اتحاد البث الاوروبي في 7 مارس وتم الكشف عنها بعد ثلاثة أيام.
على الرغم من عدم ذكر مشاركة إسرائيل في المسابقة، في 29 مارس 2024، شارك العديد من المشاركين - وهم بامبي ثوغ (أيرلندا)، جات (النرويج)، يولاندا (البرتغال)، ميغارا (سان مارينو)، موستي (بلجيكا)، نيمو (سويسرا)، أولي ألكسندر (المملكة المتحدة)، سابا (الدنمارك)، سيلفستر بيلت (ليتوانيا)، تيمو كيستيري (فنلندا) - أصدرت بيانا مشتركا يدعو إلى "وقف فوري ودائم لإطلاق النار" في غزة وكذلك عودة الرهائن الإسرائيليين الذين تحتجزهم حماس.
في 9 أبريل 2024، أصدر اتحاد البث الأوروبي بيانًا لنائب المدير العام جان فيليب دي تيندر يدين "حملات وسائل التواصل الاجتماعي المستهدفة" ضد الفنانين المشاركين، بسبب عدم كفاية الضغط الممارس على الاتحاد لاستبعاد إسرائيل، مشيرًا إلى أن إدراج دولة ما في المسابقة "تقع المسؤولية الوحيدة على عاتق الهيئات الإدارية لاتحاد الإذاعات الأوروبية وليس مسؤولية الفنانين الأفراد". في 27 أبريل، تحدث المشرف التنفيذي مارتن أوستردال أيضًا ضد "الكراهية في وسائل الإعلام وعلى وسائل التواصل الاجتماعي ضد المشاركين وأولئك الذين يعملون في هذا"، ودافع عن الأساس المنطقي الذي بموجبه تم السماح لـكان بالمشاركة